# Hope (singel Stefana)
Hope – singel estońskiego piosenkarza Stefana wydany 4 grudnia 2021. Piosenkę skomponowali Stefan Airapetjan i Karl-Ander Reismann. Utwór reprezentował Estonię w 66. Konkursie Piosenki Eurowizji w Turynie (2022).

## Tło
Teledysk do piosenki został nakręcony na pustyni Tabernas w Almerii w Hiszpanii. Stefan przedtem już dwukrotnie zajął trzecie miejsce w estońskich preselekcjach do Konkursu Piosenki Eurowizji Eesti Laul, startując trzy razy po kolei w latach 2018–2020. 12 lutego kompozycja wygrała konkurs i reprezentowała Estonię w 66. Konkursie Piosenki Eurowizji w Turynie (2022).

## Notowania

### Pozycje na listach airplay
| Kraj            | Lista (2022)      | Najwyższa pozycja |
| --------------- | ----------------- | ----------------- |
| Estonia         | Radiomonitor      | 1                 |
| Holandia        | Single Tip        | 20                |
| Islandia        | Plötutíðindi      | 35                |
| Litwa           | Singlų Top 100    | 28                |
| Szwecja         | Sverigetopplistan | 87                |
| Wielka Brytania | UK Download Chart | 47                |

## Lista utworów
- Digital download[9]

1. „Hope” – 3:03